# Холшевников, Владислав Евгеньевич
Владислав Евгеньевич Холшевников (15 ноября [28 ноября] 1910, Киев — 11 августа 2000, Санкт-Петербург) — советский и российский теоретик и историк литературы, педагог. Участник Великой Отечественной войны. Автор ряда работ, посвящённых проблемам стиховедения, а также творчеству Пушкина, Маяковского, Достоевского, Салтыкова-Щедрина. Его учебное пособие «Основы стиховедения» неоднократно переиздавалось. В составленной Холшевниковым антологии по истории русского стиха «Мысль, вооружённая рифмами», также выдержавшей несколько изданий, образцы стиховых форм XVIII—XX веков сопровождаются стиховедческим комментарием.

## Биография
Владислав Холшевников родился в дворянской семье. Его отец, Евгений Васильевич Холшевников (1883—1955), был оперным певцом (по другим источникам — артистом оперетты), мать, Елена Александровна, — учителем музыки. Н. В. Холшевников, тайный советник, известный своей перепиской с Н. А. Некрасовым, приходился ему прадедом. В раннем возрасте Владислав увлёкся поэзией (в том числе польской — под влиянием матери, у которой были польские корни) и начал писать стихи. Однако, по его собственным словам, он «…рано понял, что лучше изучать чужие хорошие стихи, чем писать плохие».
После Гражданской войны Холшевниковы вернулись в Ленинград. В 1928 году Владислав поступил на литературный факультет ЛГПИ им. А. И. Герцена, который окончил в 1931 году. В студенческие годы вместе со своей однокурсницей и будущей женой Ольгой Ломан посещал подготовительные курсы для экскурсоводов при Литературном музее Пушкинского Дома. Лекции читали Г. А. Гуковский, Б. В. Томашевский, В. Е. Евгеньев-Максимов. По словам самого Холшевникова, эти лекции стали для него прекрасной школой и началом пути в науку.
По окончании института Холшевников работал преподавателем педтехникума и рабфака, а также экскурсоводом Литературного музея Пушкинского Дома и Общества пролетарского туризма и экскурсий. В 1933 году женился на О. В. Ломан, которая впоследствии станет некрасоведом и одним из основателей мемориального музея Некрасова в Петербурге. С 1938 по 1941 год учился в аспирантуре ЛГПИ.
В 1941 году, в начале Великой Отечественной войны, Владислав Холшевников ушёл добровольцем на фронт. Был командиром взвода миномётчиков морской пехоты, затем — командиром миномётной роты. Воевал на Ленинградском, Сталинградском и Южном фронтах; был неоднократно ранен и тяжело контужен. Войну закончил гвардии лейтенантом; за боевые заслуги награждён орденом Отечественной войны 2-й степени, медалями «За оборону Ленинграда», «За оборону Сталинграда», «За победу над Германией в Великой Отечественной войне 1941—1945 гг.» и нагрудным знаком «Ветеран Невской Дубровки 1941—1943».
В 1945 году Холшевников устроился на работу старшим редактором отдела литературы Учпедгиза. Его первая кандидатская диссертация, подготовленная во время обучения в аспирантуре и посвящённая циклу очерков Владимира Маяковского «Моё открытие Америки», осталась незащищённой. После демобилизации он обнаружил, что все материалы пропали.
В 1948 году по приглашению Г. А. Гуковского Холшевников стал преподавателем кафедры истории русской литературы ЛГУ. Свою педагогическую деятельность он начал с чтения курса истории русской литературы второй половины XIX века и практических занятий в рамках учебного курса «Поэтика и стилистика», введённого в 1950-х годах Б. В. Томашевским. Печататься начал с 1953 года; первые публикации были посвящены Маяковскому. Вся его последующая научная и преподавательская деятельность была связана с ЛГУ, где он работал вплоть до 1995 года (по другим источникам — до 1998 года). Лекторский талант Холшевникова и его педагогическое призвание неоднократно отмечались его коллегами и учениками; многие из прошедших его школу стали впоследствии признанными специалистами в области филологии.
В 1964 году Холшевников защитил кандидатскую диссертацию «Проблемы метрики и интонации». В 1998 году за свои работы и многолетнюю преподавательскую деятельность он был удостоен звания почётного профессора СПбГУ.
В. Е. Холшевников умер 11 августа 2000 года в Петербурге. Похоронен вместе с женой на Большеохтинском кладбище.
Дети — Елена Холшевникова (1934 - 2013), журналист, литературный критик; Константин Холшевников, астроном; Елизавета Холшевникова (Алесковская), филолог.

## Научная деятельность
В круг основных научных интересов В. Е. Холшевникова входили русское стиховедение, стих А. С. Пушкина и В. В. Маяковского, история русской литературы XIX—XX веков. В целом наследие учёного демонстрирует «характерную для петербургской стиховедческой школы тесную связь теоретико-литературных и историко-литературных проблем, а также общую герменевтическую установку исследований».
В. Е. Холшевников поддерживал инициированное А. Н. Колмогоровым применение математических методов в стиховедении и использовал математико-статистический анализ в собственных работах. Он также считал перспективным развивавшийся в то время семиотический подход к анализу стиха. В структурализме Холшевников ценил продолжение традиций, заложенных представителями «формальной школы», однако ставил ему в вину чрезмерную усложнённость терминологии. Свою критику «наукообразия» он ярко выразил в письме К. Д. Вишневскому: «…изложи автор те же мысли простым русским языком, все бы сразу увидели, что это — собачья чушь. Но если они одеты в релевантные трансцедентальные мифологемы, репродуцированные реципиентами в оппозиции парадигм, то это уже не хреновина, а хренологическая концепция, диалектически объединяющая синхренический и диахренический аспекты».
В 1959-м году вышло первое учебное пособие, написанное Холшевниковым, — «Основы русского стихосложения». Позднее на его основе был создан учебник «Основы стиховедения: Русское стихосложение», представлявший собой не просто учебное пособие, но во многом новаторскую монографию о русском стихе, ценную в том числе и для специалистов. Впервые изданный в 1962 году учебник выдержал затем ряд переизданий. К началу 1960-х годов Холшевников определил для себя приоритетную проблему в области стиховедения — проблему поэтической интонации, которой впоследствии будет посвящена его диссертационная работа. В своём ставшем классическим исследовании он предложил новую типологию интонационных форм, учитывающую сложное взаимодействие различных стиховых факторов.
Наиболее продуктивным в научной деятельности Холшевникова был период с 1960-х по 1980-е годы. К этому времени относятся ряд исследований в области пушкиноведения (включая участие в коллективных трудах, издававшихся Пушкинским домом), отдельные публикации о Маяковском и множество работ, посвящённых разнообразным проблемам изучения стиха: типологии метрических форм, проблемам русской силлабики, силлабо-тоники и тонического стиха, истории русской рифмы и т. п. В 1970-х годах Холшевников написал ряд статей для «Краткой литературной энциклопедии».
С 1965 года Холшевников на общественных началах руководил деятельностью стиховедческой группы, работавшей на базе ИРЛИ, в которую входили В. М. Жирмунский, Д. С. Лихачёв, А. М. Панченко, Б. Ф. Егоров и другие филологи, математики, лингвисты, музыковеды, историки. На заседания семинара приглашались с докладами как советские, так и зарубежные исследователи. На основе этих докладов впоследствии были собраны и опубликованы три сборника: «Теория стиха» (1968), «Исследования по теории стиха» (1978) и «Проблемы теории стиха» (1983).
В 1983 году вышло первое издание подготовленной Холшевниковым антологии по истории русского стиха под названием «Мысль, вооружённая рифмами» — «своего рода энциклопедия метрических, ритмических, строфических, рифменных, интонационных форм русской поэзии XVII—XX вв.». Помимо общей вступительной статьи каждому разделу предшествовало введение, в котором давалась характеристика основных особенностей рассматриваемого периода. Начиная со второго издания каждое стихотворение сопровождалось кратким стиховедческим комментарием, таким образом, антология представляла собой одновременно и сборник русской поэзии, и справочник русских стиховых форм, и пособие для студентов-филологов.
В 1985 году под научной редакцией Холшевникова был подготовлен сборник «Анализ одного стихотворения», включавший примеры системного анализа разноплановых стихотворных текстов. Итогом научной деятельности Холшевникова стала монография «Стиховедение и поэзия» (1991), три части которой посвящены соответственно теоретическим, историческим вопросам изучения русского стиха и проблеме анализа стихотворного текста.